# The Fountain of Salmacis
The Fountain of Salmacis est une chanson du groupe rock progressif Genesis extraite de l'album « Nursery Cryme » (1971).

## Thème
Cette chanson d’environ huit minutes fait allusion à la mythologie grecque. Hermaphrodite, fils d’Hermès et d’Aphrodite, qui est le fruit d’un amour illégitime (« a secret love affair »). Pour cette raison, Hermaphrodite fut confié aux nymphes du mont Ida. Il grandit donc comme une créature sauvage des bois. Sa relation avec la nymphe des eaux Salmacis, jeta une malédiction sur les eaux (« he laid a curse upon the water »). Selon la légende, toutes les personnes qui se baignent dans ces eaux deviennent hermaphrodites.

## Reprises
Steve Hackett, ancien guitariste du groupe, reprend la chanson sur son album Genesis Revisited (1996).
La chanson est aussi reprise en concert par les tribute band canadien The Musical Box et italien The Watch.